# Otto Marxer
Otto Marxer (* 27. Dezember 1896 in Augsburg; † 11. Dezember 1942 bei Sherebzewo in der Sowjetunion) war ein deutscher SA-Führer, zuletzt SA-Obergruppenführers.

## Biografie

### Jugend und Weimarer Republik
Marxer studierte nach dem Schulbesuch Zahnmedizin. Von 1914 bis 1918 nahm Marxer als Kriegsfreiwilliger am Ersten Weltkrieg teil, in dem er u. a. mit dem Eisernen Kreuz ausgezeichnet wurde. In der Nachkriegszeit gehörte er zeitweise dem Freikorps Epp an und war an der Niederschlagung der Münchner Räterepublik beteiligt.
Nach dem Ersten Weltkrieg lebte Marxer in Osnabrück, wo er den Vorsitz einer sich als „Völkisch-Soziale Bewegung“ bezeichnenden Gruppierung innehatte, die sich 1926 der NSDAP anschloss. Marxer selbst trat zum 1. August 1925 der NSDAP bei (Mitgliedsnummer 28.531). Etwa zur selben Zeit schloss er sich der SA an. Neben der Leitung der Osnabrücker Ortsgruppe der NSDAP gab Marxer zeitweise auch die Zeitung NS-Front heraus, über die es 1930 zu Auseinandersetzungen zwischen ihm und dem Gauleiter Carl Röver kam. Im Gegensatz zu seinen Differenzen mit Röver war das Verhältnis zum regionalen SA-Chef Viktor Lutze sehr gut, mit dem er eine Art Seilschaft bildete, was ihm bei seinem späteren Aufstieg zugutekommen sollte. Ab 1928 gehörte er zudem dem Stadtrat von Osnabrück an.

### Zeit des Nationalsozialismus
Wenige Wochen nach dem Machtantritt der Nationalsozialisten wurde Marxer durch Viktor Lutze, der inzwischen die Leitung der Polizeidirektion in Hannover übernommen hatte, zum ersten Leiter der Staatspolizeistelle in Osnabrück berufen, die er bis zum 26. Juli 1933 führte. In dieser Eigenschaft, in der ihm die Aufsicht über alle kommunalen Polizeibehörden sowie die Grenzpolizeistelle Bentheim oblag, beteiligte er sich maßgeblich an der Etablierung und Festigung der NS-Diktatur im Osnabrücker Raum. Im Herbst desselben Jahres wurde Marxer von Ernst Röhm als Nachfolger von Wilhelm Schmid in die Oberste SA-Führung nach München berufen, wo ihm die Leitung des Personalamtes der SA übertragen und er zum SA-Standartenführer befördert wurde. Er verblieb in dieser Stellung auch nach der Entmachtung der SA und der Ermordung Röhms am 30. Juni 1934. Dies dürfte dem Umstand geschuldet gewesen sein, dass sein alter Freund Lutze Röhm im Amt des Stabschefs der SA nachfolgte und während der Säuberung der SA-Führung von Röhm-Leuten vermutlich seine schützende Hand über Marxer legte. Im Herbst 1934 wurde er zum Stabsführer in der Obersten SA-Führung berufen.
1938 bewarb Marxer sich auf der Liste des Führers zur Wahl des Großdeutschen Reichstags am 10. April 1938 um ein Mandat für den nationalsozialistischen Reichstag, wurde aber nicht gewählt. 1938 wurde er SA-Gruppenführer.
Im September 1938 wurde er zum Verbandsvorsteher des Sparkassenverbandes Niedersachsen ernannt. Ein Artikel des Sparkassenverbandes aus jüngerer Zeit verweist darauf, dass es sich möglicherweise nur um einen Versorgungsposten ohne größere Aktivitäten von Seiten Marxers handelte, und er seit 1939 bedingt durch seine Teilnahme am Zweiten Weltkrieg diesen Posten nur noch rein nominell bekleidete. Während des Krieges wurde er mit im Januar 1941 zum SA-Obergruppenführer befördert. Er kam 1942 als Hauptmann bei Kampfhandlungen an der Ostfront ums Leben. Sein Grab befindet sich in der Kriegsgräberstätte in Duchowschtschina. 